# Гладіатори-жінки

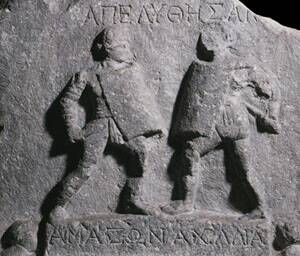
Гладіатриси Амазонка та Ахіллія на рельєфі з Галікарнаса

Гладіаторки, гладіатри́си, гладіа́трикс (лат. gladiatrices, однина — gladiatrix) — жінки, які брали участь у гладіаторських боях у Стародавньому Римі як між собою, так і з гладіаторами-чоловіками. Відповідно до джерел, найбільшого розквіту це явище досягло за імператорів Нерона (54—68 р.р. н. е.) та Доміціана (81—96 р.р. н. е.). Жіночі гладіаторські бої не настільки добре вивчені, але вони безперечно існували.

## Назва
У Стародавньому Римі гладіаторку називали словом «гладіатрикс» (gladiatrix). Традиційно латинські слова жіночого роду із суфіксом «-rix» передаються через «-рис»: пор. Beatrix — Беатриса, bissectrix — бісектриса, directrix — директриса тощо. Хоча в оригіналі наголос стоїть у корені, українською наголошують суфікс — це вплив французької, через посередництво якої ці слова було запозичено. За цією моделлю українською має звучати «гладіатри́са» або «гладіатриця» — пор. матриця з лат. matrix. Проте це одиничний випадок; до того ж, у цьому разі можливе посередництво нім. Matrize. У деяких джерелах щодо гладіаторки вживають слово «гладіатрикс», просто транслітеруючи оригінальну назву. При цьому «гладіатрикс» є незмінним словом — воно має однакові форми в однині і множині й не відмінюється. 

## Історія

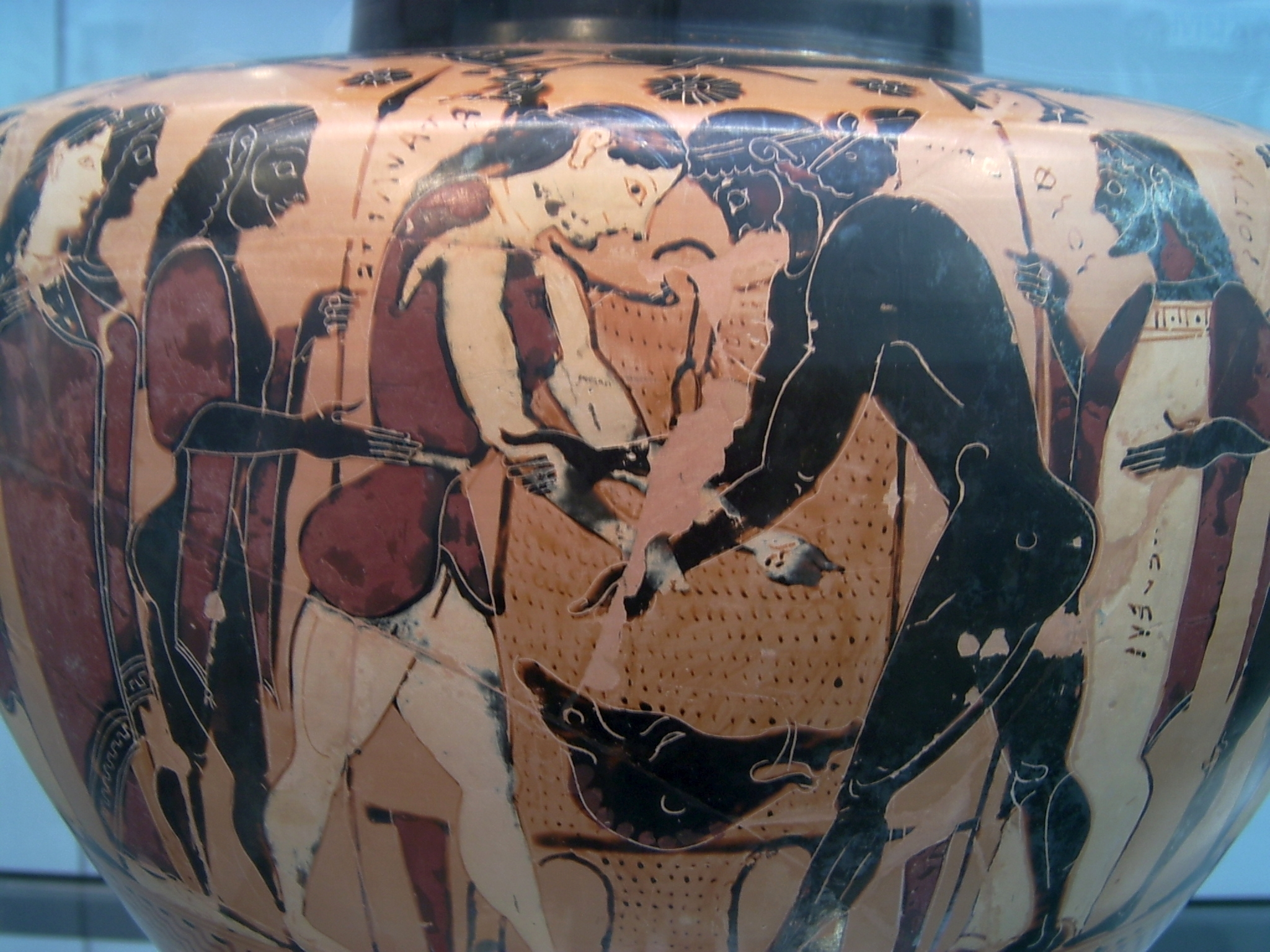
Боротьба Аталанти з Пелеєм

Час появи гладіаторок у Римі невідомий. Перші згадки про жіночі бої на арені відносять до давньогрецької міфології. Насамперед, це знамениті амазонки з їхнім вправним володінням зброєю. Інший сюжет — єдиноборство Аталанти з Пелеєм, якого вона перемогла. Пелей надалі боровся з богинею Фетідою — за право одружитися з нею. Цього разу він виявився переможцем, богиня стала його дружиною і матір'ю його сина Ахілла.
У багатьох давньогрецьких полісах для жінок було звичайним займатися спортом і брати участь у змаганнях. В Олімпії, через місяць після Олімпійських ігор для чоловіків, влаштовували жіночі ігри «Гераї» (на честь Гери) — біг для дівчат. Проте немає жодних згадок про жіночі єдиноборства, окрім як у Спартанській державі. Спартанці, на відміну від інших греків, культивували фізичну культуру, як у хлопчиків, так і у дівчаток. Втім, спортивна підготовка спартанок не мала стосунку до військової: жінки Спарти не служили у війську.
Вважають, що перші гладіаторські бої на честь жінки були проведено на тризні Юлії Цезаріс — дочки Гая Юлія Цезаря. За деякими даними, тризна включала ритуальні танці жінок, у ході яких вони імітували бій. 
За свідченнями Ксенофонта, знаменитий законодавець Лікург закликав залучати дівчат до занять бігом і боротьбою: «Лікург вважав, що найвищою функцією вільної жінки є дітонародження, і він наполягав, що жіноче тіло не менш, ніж чоловіче, потребує належних тренувань. Він вважав, що для цього слід влаштовувати змагання з бігу і в силі серед жінок, так само, як і серед чоловіків». За спартанськими весільними звичаями, наречений мав боротися з нареченою, щоб довести їй свою вищість у силі. Якщо йому це вдавалося, він ніс її додому на плечах.
Деякі автори серед видів жіночого спорту у Стародавній Спарті згадують також кулачний бій і панкратіон.
Спартанські дівчата змагалися оголеними, причому на виду у чоловічої статі. Цей факт відмітили римські письменники. Так, Секст Проперцій пише в одній зі своїх любовних поем («Палестри Лаконіки»): 
|  | Захоплюють мене спартанськії школи борцівські, Проте я подобаю більше правила жіночих змагань, На яких дівчата беруть участь гольцем, Спартанці вважають, що такі вправи корисні… …Рішучість і пристрасть у їхніх обличчях, Як амазонки з берегів Понту на заході дня, Кидаються в бій з грудьми оголеними. Тренують себе, як Єлена, поруч річки Євроту З сосками відкритими, зі зброєю у жіночих руках І раптом з'являються хлопчики Не червоніючи, дивляться на вправи дівчат — Ті не бояться, їх під замком же не держать, Ніякого суворого погляду тут чоловіка: Звичай такий, що коханці в них обіймаються Без сорому прямо у прилюдному місці… |

Художники пізнішої доби (Дега, Круазе) присвятили спартанській жіночій боротьбі полотна. Сюжети інших майстрів (О. Ренуара, К. Пісарро, О. Родена) з оголеними борчинями теж навіяні спартанками. Отже, поєдинки між жінками відомі здавна, і не тільки у Стародавньому Римі. Проте у Спарті, як і у всій Греції, єдиноборства (у т.ч. зі зброєю) були справою лише вільних людей, а не рабів, і розглядали їх як частину військової або загальнофізичної підготовки. Про гладіаторські бої, як жіночі, так і чоловічі, у Стародавній Греції до римського завоювання нічого не відомо.
На відміну від греків — шанувальників масової фізичної культури, римляни були здебільшого глядачами та уболівальниками змагань, ніж активними учасниками. Римські моралісти часто вважали спорт некорисним для військової підготовки, розглядали оголеність грецьких атлетів як аморальність і пов'язували еротичні мотиви у змаганнях із занепадом. Не розуміли римляни і зв'язку між фізичною підготовкою жінок та їхнім здоров'ям, необхідним для дітонародження. Навіть Цицерон у «Диспутах Тускула» критикував спартанських дівчат, «які гайнують час у борцівських сутичках на берегах Євроту, замість того, щоб народжувати дітей».
За імператора Нерона жінки стали участь у театралізованих виставах, які могли включати і зображення боїв. Масштаби цього явища у Римській Імперії невивчені, проте, без сумніву, бої гладіатрис посідали певне місце у житті давньоримського суспільства, поряд з чоловічими боями. 
Невідомо і коли припинилися жіночі гладіаторські бої. Хоча імператор Септимій Север у 200 році заборонив жінкам брати участь у гладіаторських іграх, є свідчення, що гладіатриси існували і у пізній Імперії.

## Свідчення

### Законодавчі акти
Щодо гладіатрикс у Стародавньому Римі були прийнято кілька законодавчих актів. Так, 11 року н. е. видано сенатусконсульт (senatus consultum), який заборонив вільнонародженим жінкам до 20 років, як вільнонародженим чоловікам до 25 років, з'являтися на сцені або арені. Порушення цієї ухвали розцінювалося як інфамія, тобто безчестя. 19 року ухвалено новий сенатусконсульт, який впровадив додаткові, окрім оголошення інфамії, покарання для порушників цієї заборони зі станів вершників та сенаторів. Окрім того, новий закон забороняв вербувати у гладіаторки дочок, внучок та правнучок сенаторів та вершників, які не досягли 20-річного віку. Цей сенатусконсульт, викарбуваний на бронзовій таблиці, зараз відомий як «Tabula Larinas». Третій законодавчий акт — згаданий вище декрет імператора Септімія Севера 200 року, який заборонив жінкам брати участь у гладіаторських боях взагалі.

### У давньоримській літературі
Досить згадок про гладіатрикс і у літературі. Так, «Сатирикон» Петронія оповідає про якогось Тита, який має кілька гладіаторів, еседарію (тобто жінку-еседарія) та скрабничого… (Петроній Арбітр. «Сатирикон»).
Тацит в «Анналах» пише, що Нерон якось примусив битися навіть 400 сенаторів та 600 вершників, багатьох — з неторканим багатством та незаплямованим ім'ям (Публій Корнелій Тацит. «Аннали» Книга XV), а також влаштовував криваві бої гладіаторок, у яких брали участь навіть жінки з шановних родин, що було особливо ганебним: «Цей рік (63-64 н. е.) також відзначений влаштуванням гладіаторських ігор, що не поступалися пишністю попереднім, але ще більше число знатних жінок та сенаторів заплямувало себе виходом на арену». Діон Кассій повідомляє про свято, влаштоване Нероном на честь своєї матері Агріппіни Молодшої. На ньому жінки брали участь у кінних змаганнях нарівні з чоловіками, а також виступали з дозволу Сенату в оркестрах, виставах, цькуванні звірів та гладіаторських боях, причому деякі за власним бажанням, інші — проти волі. Також історик описує битву з участю ефіопок, влаштовану Нероном у 66 році. (Діон Кассій. «Римська історія»). У 16-й книзі «Римської історії» Діон Кассій оповідає про гладіаторські ігри за часів імператора Тита, де брали участь жінки з низьким соціальним статусом. Светоній у життєпису імператора Доміціана повідомляє: «Видовища він влаштовував постійно, пишні та розкішні. Окрім змагань колісниць четвірками і парами, він показав дві битви, пішу та кінну, та на додаток ще навмахію в амфітеатрі. Цькування та гладіаторські бої давали навіть вночі при смолоскипах, брали участь у них не тільки чоловіки, але й жінки. Іноді він нацьковував жінок на карликів або одних на одних». (Гай Светоній Транквілл. «Життя дванадцяти цезарів». Книга 8).
Художня література Стародавнього Риму також згадує гладіатрис, і теж несхвально. Ювенал пише у своїх «Сатирах»: «Як деградують дочки наших преторів та консулів! Чи бачили ви на іграх гологрудих амазонок проти диких кабанів? Чи не огидніше це за гладіаторських дівок і роздягання шльондр?».
Станцій у «Сільвах» з гнівом описує гладіаторські бої за імператора Доміціана, у яких брали участь жінки, маври (тобто бербери) та карлики: «Серед цих кликів та незвичайних забав слабка, непристосована до зброї стать ганьбить себе, даючи битви, призначені для чоловіків, суперничає з чоловіками у бою! Можна подумати, що б'ється зграя амазонок» (Публій Папіній Стацій. «Сільви»). Марціал у «Книзі видовищ» (Liber de spectuculis, VIb) пише про жінок-венаторів:
|  | Про перемогу над левом у долині широкій Немейській Співали пісні славу шляхетну Гераклу Нині ж пісні хай замовкнуть: Кесарю, на твоїх іграх Марсом жіночим вже зроблене це, визнаємо. Оригінальний текст (лат.) [Prostratum uasta Nemees in ualle leonem nobile et Herculeum fama canebat opus. Prisca fides taceat: nam post tua munera, Caesar, hoc iam femineo Marte fatemur agi.] Помилка: {{Lang}}: текст вже має курсивний шрифт (допомога) |

Отже, свідчення існування гладіаторок існують, хоча й не так часті, як згадки про чоловіків-гладіаторів. Деякі спеціалісти з історії Стародавнього Риму відзначають, що вже сам факт відсутності сенсаційності у згадках про гладіатрис, буденність описів вимушують припустити, що бої жінок були у Стародавньому Римі дуже звичайним та поширеним явищем. 
;Втім, знаходяться і заперечення. Американський антикознавець Стівен Брунет (Stephen Brunet) вважає, що не слід перебільшувати роль жіночих гладіаторських боїв. Серед його аргументів: античні автори, які писали про бої гладіатрис, вельми глузливі, проте повідомляють лише про кілька випадків появи жінок на арені; рідкість артефактів, зв'язаних з гладіаторками; брак усталеної термінології стосовно гладіатрис. Все це свідчить про малопоширеність явища.

### Археологічні знахідки
Окрім письмових джерел, існування гладіаторок підтверджують й археологічні знахідки. 
По-перше, це напис на дощечці, знайденій в Остії. Він повідомляє про місцевого магістрата Гостіліана (Hostilianus): «QUI PRIMUS OM[NI]UM AB URBE CONDITA LUDUS CUM[—]OR ET MULIERES [A]D FERRUM DEDIT» («перший з усіх, хто від заснування Рима дав бої з участю жінок»). Напис датований ІІІ ст., що свідчить про те, що заборона імператора Севера не припинила жіночих гладіаторських боїв. Примітно, що в написі замість слова feminae («пані», «знатні жінки») ужито mulieres («жінки низького походження»). 
Другий артефакт — черепок з Лестера (Англія) з написом «VERECVNDA LVDIA LVCIUS GLADIATOR». Згідно з однією з версій перекладу там написано: «Верекунда виконавиця Люцій гладіатор». Отже, жінка на ім'я Верекунда могла бути гладіатрисою (проте, не виключено, що танцюристкою). 
Третій артефакт — різний мармуровий барельєф з Галікарнаса, датований І-ІІ ст. н. е. (зараз — у Британському музеї). Він зображує двох жінок, схожих на гладіаторів: кожна має меч, щит, наручі-маніки, носить настегнову пов'язку-сублігакулум, груди у них відкриті, як у гладіаторів-чоловіків. Те, що це саме жінки, підтверджують і їхні імена (точніше гладіаторські псевдоніми), написані грецькою — «Амазонка» і «Ахіллія» (грец. ΑΜΑΖΩΝ ΑΧΙΛΛΙΑ). Псевдонім другої гладіатриси, по-видимому, утворений від ім'я давньогрецького героя Ахілла, відомого, зокрема, двобоєм з царицею амазонок. Над рельєфом напис ΑΠΕΛΥΘΗ ΣΑΝ («умовно відпущено»). Він значить, що одна з борчинь була помилувана після поразки або вони закінчили бій внічию. Аналогічна формула латинською мовою звучала б як «missae sunt» — «відпущені». 
Відома фреска з Помпей, на якій дві жінки б'ються з хижаком (здогадно тигром). Існування жінок-бестіаріїв або венаторів («бестіарій», «венатрис») підтверджується і письмовими свідченнями. Втім, фреска може бути просто зображенням страти damnatio ad bestias, тобто шляхом розтерзання звірами. 
В одній з гладіаторських шкіл знайдений напис, у якому згадана Валерія Юкунда (Valeria Iucunda) — судячи з всього, учениця школи, яка померла у віці 17 років і 9 місяців.

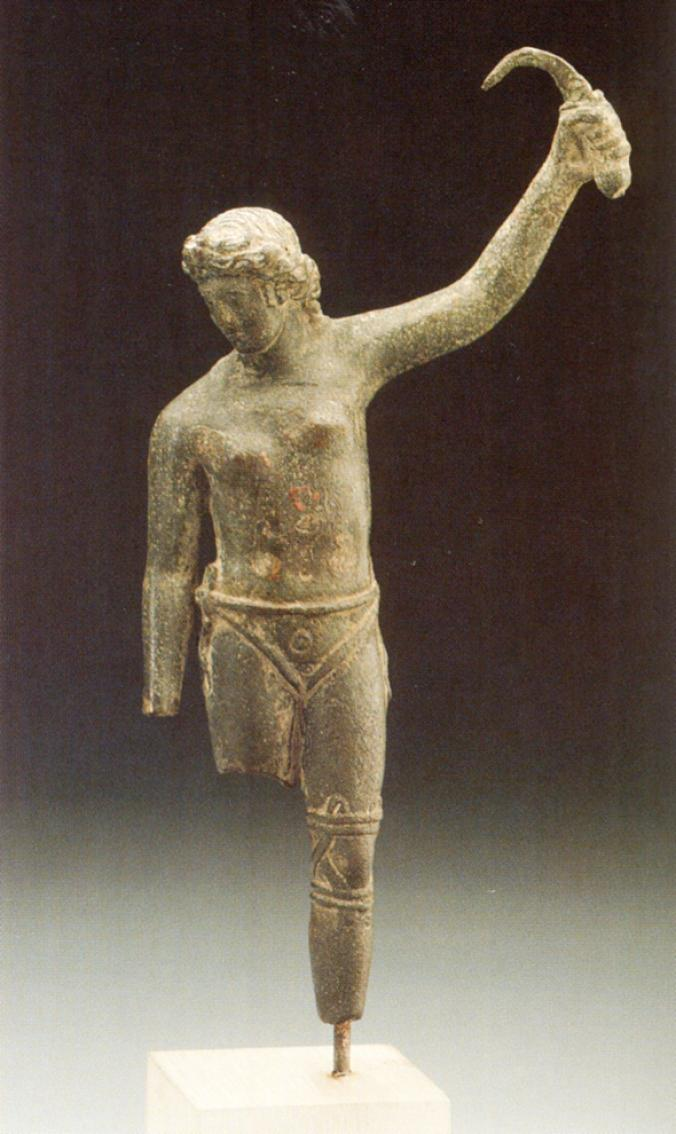
Статуя жінки у Музею Гамбурга. ІІІ ст. н. е.

У Музею мистецтв та ремесел Гамбурга знаходиться дивна статуя жінки. На неї звернув увагу Альфонсо Маньяс (Alfonso Mañas), археолог з Гранадського університету у 2012 році, припустивши, що це зображення гладіаторки: її поза тотожня позі гладіатора-переможця, а предмет, який вона тримає у лівій руці, науковець вважає кинджалом-сикою — зброєю гладіаторів-фракійців. Проте з'явилися й спростування. Статуя була вивчена спеціалістами, які дійшли висновку, що знаряддя — це стригіль — серпоподібний скребок, який античні атлети застосовували для очищення тіла від піску після вправ та змагань. Отже, ця статуя — зображення давньоримської спортсменки. Маньяс не погодився з цими аргументами. Йому здалося дивним, що дівчина незвично тримає стригіль: високо піднявши його над головою і дивлячись у землю. У той час як піднята рука з мечем і погляд вниз, на переможеного суперника — це поза переможця-гладіатора. Окрім того, з одягу дівчина має лише стегнову пов'язку, а спортсменки у Римі не виступали з голими грудьми, невід'ємною частиною їхнього спортивного костюму була нагрудна пов'язка — строфіум. У крайньому разі оголяли лише одну грудь. Багато гладіаторів були рабами, а їх було прийнято зображати без одягу. Спеціалістка з гладіаторів Анна Маккалоу з Університету штату Огайо також припускає, що статуя зображає гладіатрису, а не спортсменку. Проте лишається неясним, чому скульптур зобразив її без обладунків — шолома, щита, поножів, маніки. Манас вважає це художнім прийомом: з метою увиразнити тендітність дівчини. Відсутність шолома пояснюється прагненням показати зачіску, а щита — неідеальною збереженістю статуї: у неї відсутня права рука, у якій, мабуть, і був щит.
У 2000 році у Лондоні, на Доувер-стріт, було знайдено поховання молодої жінки, датоване початком нашої ери. У труні виявилися предмети, які можуть вказувати, що жінка була гладіаторкою, зокрема, дві олійні лампи: на одній з них зображення полеглого гладіатора, на другій — єгипетського бога Анубіса. Останній, культ якого поширився у Римі в імперську добу, ототожнювався з римським Меркурієм — провідником мертвих у загробний світ, через що пов'язувався з гладіаторськими боями. Вивчення решток показало, що жінка померла від численних поранень: можливо, брала участь у бою з хижаками.

## Соціальний склад
Більшість гладіатрис були жінками низького статусу, часто — просто рабинями. Як і гладіатори-чоловіки, гладіатриси прирівнювалися до повій, як «ті, хто продають тіло». Втім, Тацит свідчить про гладіатрис досить високого статусу, з заможних станів: «Цього року гладіаторські ігри були не менш пишними, ніж у минулому. Проте, деякі пані з найвищого суспільства і люди сенаторського звання зганьбили себе появою на арені». Очевидно, патриціанки брали участь у боях не заради грошей, а для розваги.

## Підготовка гладіатрис
Якщо жінки билися в амфітеатрах, подібно до чоловіків, їх спосіб життя мав бути схожим. Це було дещо незвичайним для давньоримського суспільства, з його жорстким розподілом гендерних ролей. Питання перебігу підготовки гладіаторок залишається нерозв'язаним. Стівен Брунет вважає, що гладіатриси утримувалися у тих же школах-лудах, що й гладіатори-чоловіки. Повсякденне життя і стиль тренувань у такому разі мали не відрізнюватися від повсякдення та вправ їхніх товаришів по школі (див. «Підготовка гладіаторів»). Фік Меєр (Fik Meijer) зауважує, що програма для жінок мала бути щадливішою. Проте не всі гладіаторки числилися у лудах. Марк Веслі (Mark Vesley) припускає, що багато які гладіатриси займалися у Collegia Iuvenum — воєнізованих школах для вільних людей (аналогічні школам ДТСААФу). Стівен Маррей (Steven Murray) припустив, що гладіатрисами могли ставати дочки гладіаторів, у цьому разі їхньою підготовкою займалися їхні батьки. Втім, оскільки склад гладіаторок був соціально неоднорідним, умови їхньої підготовки могли бути різними.

## Виступи на арені
Частота гладіаторських ігор з участю жінок є дискусійною. Перше вірогідне свідчення, яке належить Діону Кассію, оповідає про ігри за правління імператора Нерона. Наступні згадки з'являються за часів іншого імператора Доміціана і належать Діону Кассію та Светонію. Нарешті, Діон Кассій і Марціал описують бої на відкритті Колізею з участю гладіатрис та жінок-венаторів. Гладіаторки виходили на арену останніми, після боїв гладіаторів-чоловіків: це видовище вважалося настільки захоплюючим, що його залишали насамкінець програми. 
Можливо, типи гладіатрис були аналогічними типам гладіаторів-чоловіків, у такому разі одяг мав бути ідентичним: без взуття, з пов'язкою на стегнах, відкритими грудьми, іноді — у легкій туніці. Деякі джерела згадують таку цікаву деталь, як відсутність у гладіатрис шоломів: начебто для того, щоб показати публіці, що це дійсно жінки. Проте це уявляється сумнівним: рельєф з Галікарнаса, який зображує жінок без шоломів, може бути умовним, а за думкою американської антикознавиці Кетлін Коулмен (Kathleen Coleman), гладіатриси навмисне зображені без шоломів, щоб увиразнити сам факт нічиєї у їхньому двобої. 
Історики припускають, що жінки билися частіше за все між собою, проте жінку могли поставити проти гладіатора-чоловіка (що багато які розглядали як безчесність). Щоб урівняти можливості нерівних суперників, жінкам давали роль еседаріїв, тобто бійців на колісницях, які таким чином билися з пішими чоловіками. Деякі автори згадують бої гладіатрис з карликами.

## У культурі

### Кінематограф
- «Гладіатрикс» (Гладиатрикс) — російсько-американський фільм Тимура Бекмамбетова
- «Арена», «Оголені воячки» або «Повстання гладіаторів» (The Arena / Naked Warriors / La Rivolta delle gladiatrici) — американо-італійський еротичний фільм 1974 року
- «Гладіаторки» (Gladiatress) — британська комедія 2004 року режисера Брайана Гранта
- «Амазонки та гладіатори» (Amazons and Gladiators) — пригодницький бойовик режисера Закарі Вентрауба (США-Німеччина, 2001 рік)
- «Королева варварів» (Barbarian Queen) — еротичне фентезі 1985 року. Режисер Гектор Олівера, Аргентина-США
- Сцена бою з жінками-еседаріями присутня у фільмі «Гладіатор».